# Boeseman kalászhala
A Boeseman kalászhala (Melanotaenia boesemani) a sugarasúszójú halak (Actinopterygii) osztályának kalászhalalakúak (Atheriniformes) rendjébe, ezen belül a Melanotaeniidae családjába tartozó faj.

## Előfordulása
A Boeseman kalászhala az új-guineai Indonéziának az egyik endemikus halfaja. Ajamaru-tavak régiójában található meg; eme régión kívül még csak 20 kilométerre délkeletre, az Aitinjo-tóban lelhető fel.

## Megjelenése
A hím legfeljebb 9 centiméteres, míg a nőstény csak 7 centiméter hosszú. A hátúszóján 5-7 tüske és 10-14 sugár van, míg a farok alatti úszóján 1 tüske és 17-23 sugár látható. A hímek színesebbek, mint a nőstények, és a hátúszójukon élénkebb a fehér szegély.

## Életmódja
Trópusi és édesvízi halfaj, amely a 27-30 Celsius-fokos vízhőmérsékletet és a 7-8 pH értékű vizet kedveli.

## Felhasználása
Ennek a halnak ipari mértékű kereskedelme van. A tartásához legalább 80 centiméter hosszú akvárium kell. Mivel rajhal, az akváriumban jobb ha öt vagy több példány van.